# Porte d'Anderlecht
 (décembre 2016).
Si vous disposez d'ouvrages ou d'articles de référence ou si vous connaissez des sites web de qualité traitant du thème abordé ici, merci de compléter l'article en donnant les références utiles à sa vérifiabilité et en les liant à la section « Notes et références ».
Pour les articles homonymes, voir Anderlecht (homonymie).
La porte d'Anderlecht (en néerlandais : Anderlechtsepoort), appelée aussi t'Cruyseken, fait partie de la seconde enceinte de Bruxelles. Elle relie la rue d'Anderlecht à la chaussée de Mons.
Utilisée comme prison en 1747, elle fut détruite en 1784. Il subsiste encore les pavillons de l'octroi de la nouvelle porte datant de 1836, lors de l'aménagement des boulevards de petite ceinture. Les pavillons et leur sous-sol ont été transformés en musée des égouts.

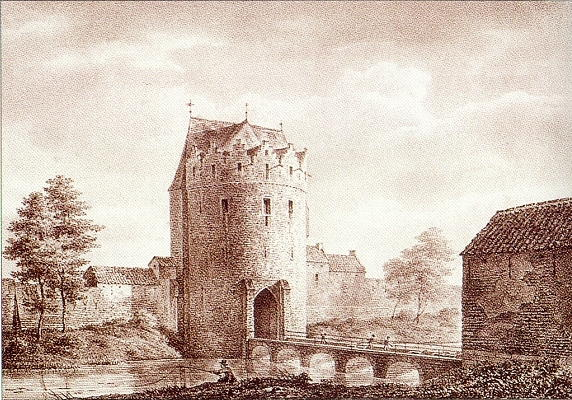
La porte d'Anderlecht à la fin du XVIIIe siècle.
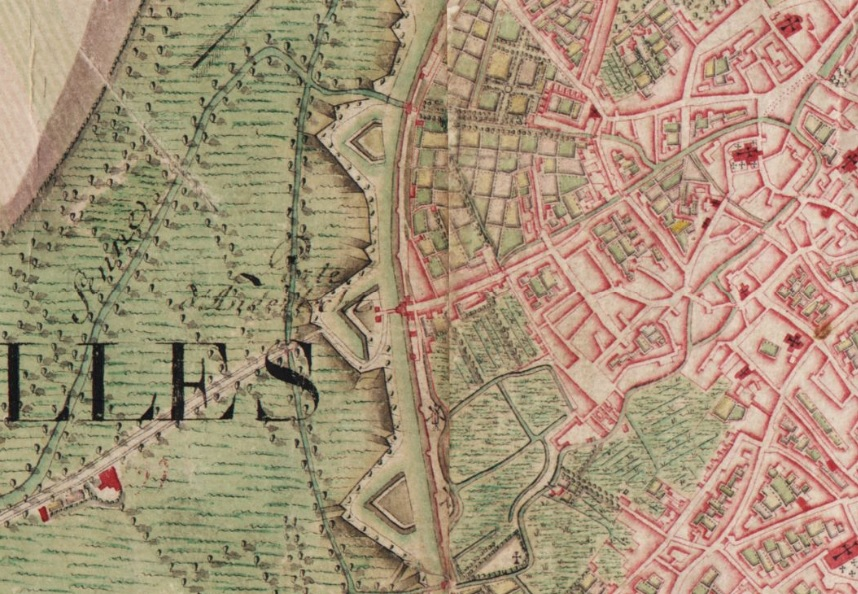
La Porte d'Anderlecht sur la carte de Ferraris du XVIIIe siècle.
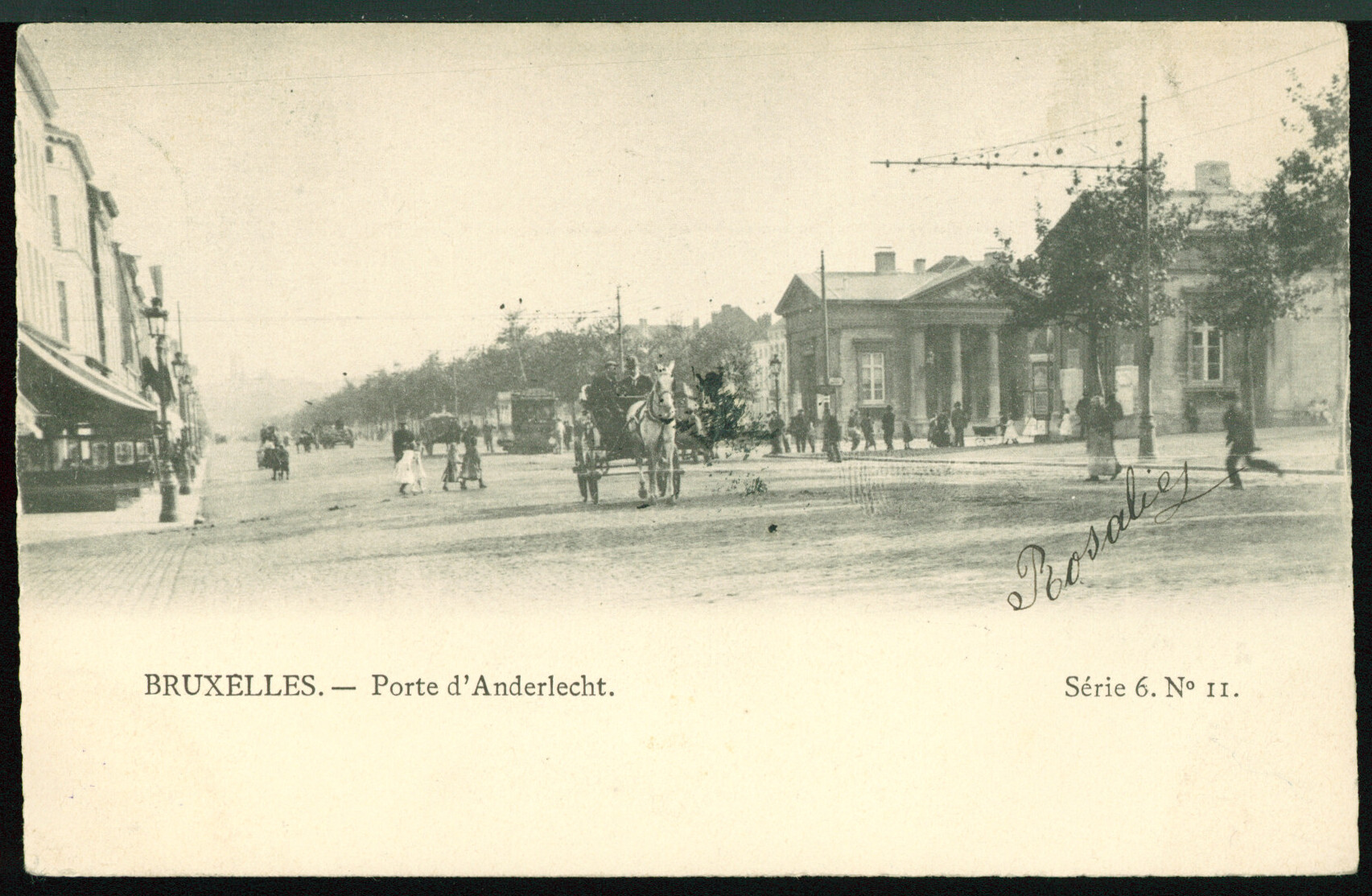
Carte postale de la porte d'Anderlecht (date inconnue).
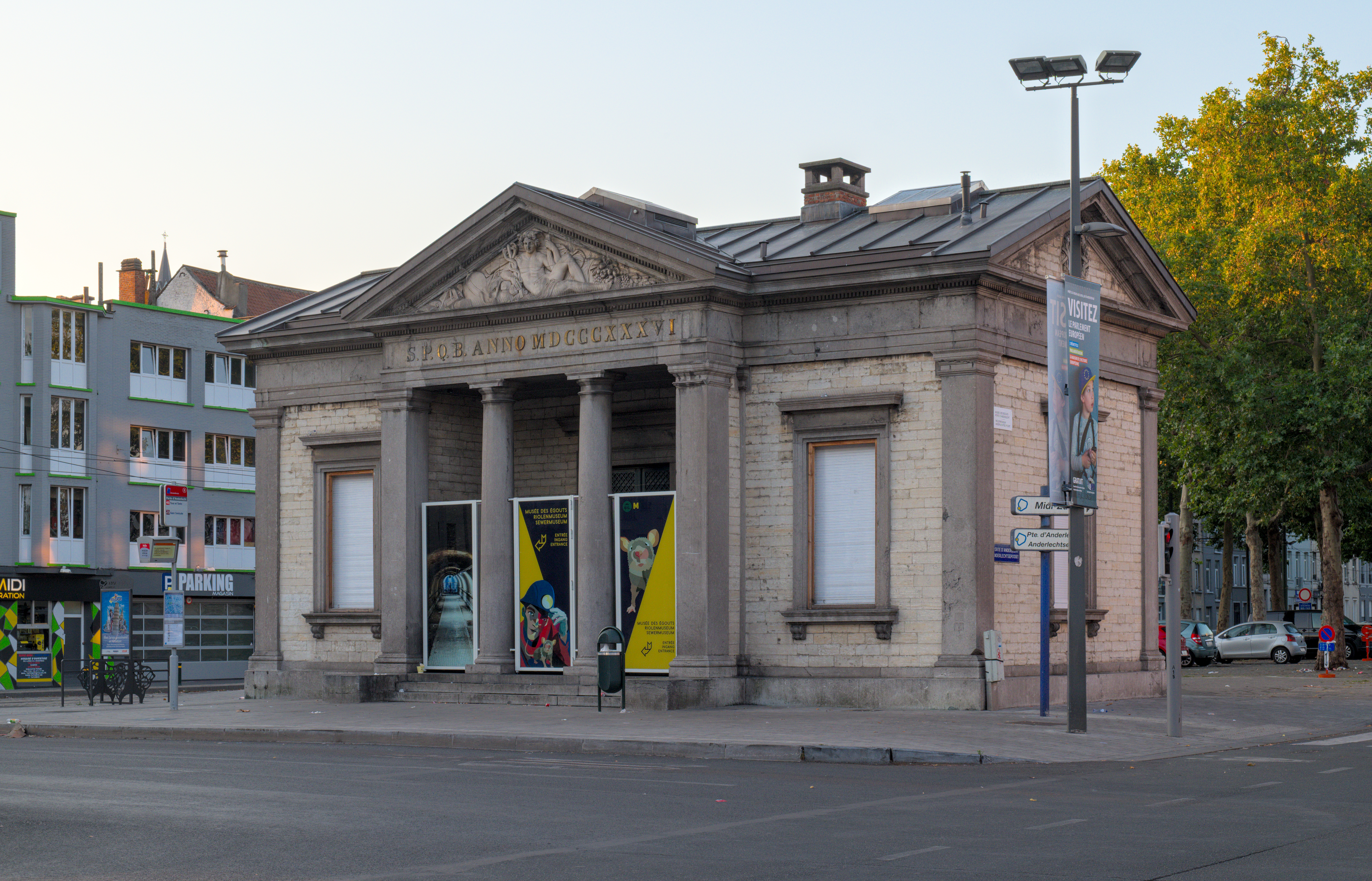
Les pavillons d'octroi de la Porte (aujourd'hui musée des égouts) en 2006.